# 中野園子
中野 園子（なかの そのこ、1952年10月16日 - ）は、日本のフィギュアスケートコーチ。JFSIA理事。兵庫県神戸市出身。日本大学卒業。

## 経歴
神戸市立魚崎小学校、神戸市立葺合高等学校、日本大学卒業。学生時代は女子シングル選手として活動した。
選手引退後にコーチに転向し、現在はグレアム充子と共に神戸フィギュアスケートクラブでコーチを務める。これまでに三原舞依、坂本花織、新田谷凜、岩野桃亜、梅谷英生、山隈太一朗、壷井達也などの指導を行う。

## 主な指導した選手
男子シングル
- 梅谷英生
- 山隈太一朗
- 片伊勢武アミン
- 壷井達也

女子シングル
- 三原舞依 - 2017年四大陸選手権、2022年四大陸選手権優勝、2022/2023 グランプリファイナル優勝。
- 坂本花織 - 平昌五輪日本代表。2018年全日本・2021年全日本優勝。2018年四大陸選手権優勝、2022年北京オリンピック銅メダル、2022年世界選手権優勝
- 新田谷凜 - ノービス時代に指導。
- 岩野桃亜 - ノービス時代に指導。
- 村元哉中 - ノービス時代に指導。